# Klasa (film 2008)
Klasa (fr. Entre les murs) – francuski dramat obyczajowy z 2008 roku w reżyserii Laurenta Canteta. Zdjęcia kręcono w Paryżu. Film otrzymał Złotą Palmę podczas 61. MFF w Cannes.
Obraz jest adaptacją półautobiograficznej powieści o tym samym tytule autorstwa François Bégaudeau. Autorowi przyznano za tę książkę nagrodę France Culture 2006. Wcielił się on poza tym w główną rolę w filmie.

## Fabuła
Akcja filmu rozgrywa się w paryskiej szkole. Ukazane są relacje i konflikty pomiędzy zróżnicowanymi etnicznie uczniami a ich wychowawcą – nauczycielem języka francuskiego. Niesubordynowana młodzież pochodzi w dużej części z rodzin imigranckich (afrykańskich, chińskich oraz arabskich). Nauczyciel stara się znaleźć wspólny język ze swymi podopiecznymi wykorzystując niekonwencjonalne metody wychowawcze.